# Pierre Budin
Pierre Budin (ur. 1846, zm. 1907) – francuski profesor położnictwa, który jednak przede wszystkim uznawany jest za jednego z ojców neonatologii.
Studia medyczne odbył w Paryżu. W trakcie rezydentury zainteresował się położnictwem. Uczył się zasad antyseptyki u Josepha Listera w Edynburgu. W 1878 został profesorem medycyny i brał udział w odbywających się wówczas dysputach, które doprowadziły do wyodrębnienia z chirurgii i uznania położnictwa jako osobnej dyscypliny medycznej.
W 1882 został profesorem położnictwa w paryskim szpitalu La Charite, gdzie rozpoczął nauczanie nowoczesnego położnictwa. Równocześnie zauważył, że w ówczesnych czasach położnicy tracili zainteresowanie losami dziecka wkrótce po jego urodzeniu, natomiast pediatrzy interesowali się losami dziecka dopiero od 2 roku życia. W 1895 zorganizował pierwszy oddział opieki nad noworodkiem. Jego działania doprowadziły, że średnia umieralność w jego oddziale spadła do 4,6%, podczas gdy średnia umieralność noworodków w tych czasach wynosiła 17,8%. Zasłynął jako twórca pierwszego inkubatora oraz propagator naturalnego karmienia, zwłaszcza u wcześniaków.
Założyciel Ligi Przeciwko Umieralności Dzieci.
Jest autorem około 180 publikacji z zakresu medycyny, z których 1/3 dotyczyła neonatologii. Jest też autorem dwóch książek z zakresu neonatologii: wydanej w 1900 La nourrisson i Handbook of children nutrition (1907). Za swoje zasługi otrzymał Legię Honorową.